# Divizia A 2016-2017 (calcio Moldavia)
La Divizia A 2016-2017 è la 26ª edizione il secondo livello del campionato moldavo di calcio. La stagione è iniziata il 5 agosto 2016 e si è conclusa il 31 maggio 2017.

## Stagione

### Novità
Dalla Divizia B 2015-2016 sono stati promossi in Divizia A lo Sparta Selemet e lo Sîngerei.
Nessuna squadra è retrocessa dalla Divizia Națională 2015-2016.

### Formato
Le 15 squadre si affrontano in gironi di andata-ritorno, per un totale di 28 giornate. Le prime due classificate, vengono promosse in Divizia Națională; le ultime due, invece retrocedono in Divizia B.

## Squadre partecipanti
| Club               | Città        |
| ------------------ | ------------ |
| Codru Lozova       | Lozova       |
| Edineț             | Edineț       |
| Dacia-2 Buiucani   | Chișinău     |
| Găgăuzia           | Comrat       |
| Intersport Aroma   | Cobusca Nouă |
| Iskra Rîbnița      | Rîbnița      |
| Prut Leova         | Leova        |
| Real Succes        | Chișinău     |
| Sfîntul Gheorghe   | Suruceni     |
| Sheriff Tiraspol B | Tiraspol     |
| Spicul Chișcăreni  | Chișcăreni   |
| Victoria Chișinău  | Chișinău     |
| Zimbru Chișinău B  | Chișinău     |
| Sîngerei           | Sîngerei     |
| Sparta Selemet     | Selemet      |

## Classifica finale
|  | Pos. | Squadra            | Pt | G  | V  | N | P  | GF | GS  | DR   |
|  | ---- | ------------------ | -- | -- | -- | - | -- | -- | --- | ---- |
|  | 1.   | Sheriff Tiraspol B | 68 | 28 | 22 | 2 | 4  | 94 | 19  | +75  |
|  | 2.   | Sfîntul Gheorghe   | 66 | 28 | 21 | 3 | 4  | 79 | 23  | +56  |
|  | 3.   | Spicul Chișcăreni  | 66 | 28 | 21 | 3 | 4  | 62 | 22  | +40  |
|  | 4.   | Victoria Chișinău  | 64 | 28 | 20 | 4 | 4  | 78 | 26  | +52  |
|  | 5.   | Zimbru Chișinău B  | 44 | 28 | 13 | 5 | 10 | 57 | 38  | +19  |
|  | 6.   | Sparta Selemet     | 41 | 28 | 13 | 2 | 13 | 51 | 61  | -10  |
|  | 7.   | Sîngerei           | 40 | 28 | 13 | 1 | 14 | 48 | 53  | -5   |
|  | 8.   | Edineț             | 36 | 28 | 11 | 3 | 14 | 55 | 57  | -2   |
|  | 9.   | Iskra Rîbnița      | 35 | 28 | 10 | 5 | 13 | 39 | 50  | -11  |
|  | 10.  | Dacia-2 Buiucani   | 34 | 28 | 10 | 4 | 14 | 39 | 45  | -6   |
|  | 11.  | Real Succes        | 29 | 28 | 9  | 2 | 17 | 37 | 54  | -17  |
|  | 12.  | Găgăuzia           | 29 | 28 | 9  | 2 | 17 | 51 | 74  | -23  |
|  | 13.  | Codru Lozova       | 27 | 28 | 8  | 3 | 17 | 48 | 81  | -33  |
|  | 14.  | Intersport Aroma   | 22 | 28 | 6  | 4 | 18 | 20 | 50  | -30  |
|  | 15.  | Prut Leova         | 7  | 28 | 2  | 1 | 25 | 19 | 124 | -105 |

Legenda:

      Ammesse alla Divizia Națională 2017

      Retrocesse in Divizia B 2017